# 卡纳卡普拉
卡纳卡普拉（Kanakapura），是印度卡纳塔克邦Bangalore Rural县的一个城镇。总人口47047（2001年）。

## 人口
该地2001年总人口47047人，其中男性24644人，女性22403人；0—6岁人口5254人，其中男2731人，女2523人；识字率66.12%，其中男性为72.17%，女性为59.47%。